# Gil Roger Vázquez
Gil Roger Vázquez (Chelva, 1862 - 1940) fue un abogado y político de la Comunidad Valenciana, España, hijo de Gil Roger Duval.
Se licenció en Derecho por la Universidad de Valladolid, ejerció unos años como abogado y se afilió al Partido Liberal, con lo que el 1886 fue elegido diputado provincial por el distrito electoral de Chelva y nombrado presidente de la Comisión Provincial, cargo que ocupó hasta 1898. En estos años fue director del hospital y de la junta de obras del puerto de Valencia. Se casó con la pedagoga Natividad Domínguez Atalaya y se interesó por las cuestiones educativas.
Fue elegido diputado al Congreso por el distrito de Chelva en las elecciones de 1905, pero renunció a su escaño en diciembre de 1906, y fue sustituido por Ricardo Aparicio y Aparicio. Fue nuevamente elegido en las elecciones de 1910, y en las Cortes defendió la necesidad de un ferrocarril directo de Valencia a Madrid. Durante estos años fue gobernador civil de la provincia de Tarragona y delegado de Enseñanza Primaria en Valencia. Escribió artículos en Las Provincias.

## Obras
- Regionalismo práctico
- La enseñanza en Valencia durante los años 1910 y 1911, informe presentado a las Cortes en 1912
- Desde la atalaya y cuevas del Imán (novel·la)
- Del monte y del llano (poesía)